# Hajdufy Miklós
Hajdufy Miklós (Szombathely, 1932. április 25. – 2021. április 8.) televíziós filmrendező, forgatókönyvíró. A Magyar Televízió munkatársaként 1965 és 1992 között számos történelmi tévéfilmet és irodalmi adaptáción alapuló tévéjátékot forgatott.

## Életútja
Középiskolai tanulmányait a budapesti Fazekas Mihály Gimnáziumban végezte 1946–1950-ben. Az érettségit követően, 1950-ben műszaki rajzolóként helyezkedett el a kőbányai Növényolaj- és Szappangyárban, 1951-től pedig a hajdúdorogi tangazdaság munkása lett. 1953-tól kétéves sorkatonai szolgálatát töltötte. Leszerelése után, 1955–1956-ban a Magyar Néphadsereg Színházának díszletmunkása (zsinórosa), 1956–1958-ban a kecskeméti Katona József Színház ügyelője, majd Németh Antal mellett segédrendezője volt.
1958-ban a Magyar Televízió (MTV) ügyelőjeként, 1960-tól asszisztenseként dolgozott. 1960 és 1965 között elvégezte a Színház- és Filmművészeti Főiskola rendezői szakát, ezt követően az MTV irodalmi és drámai főosztályának munkatársaként főleg egész estés tévéfilmek és tévéjátékok rendezésével foglalkozott egészen 1996. évi nyugdíjazásáig. 1983-tól 1992-ig vezető rendezői státusban végezte munkáját, 1992-től 1994-ig pedig produkciós igazgatóként irányította a művészeti munkát. Ezzel párhuzamosan 1991-től 2006-ig a fővárosi Theatrum Színiakadémia Művészeti Szakiskola igazgatói tisztét töltötte be.
A rendszerváltás éveiben rövid kitérőt tett a politikai élet felé is. Az 1990-es országgyűlési választáson a Szabad Demokraták Szövetsége parlamenti képviselő-jelöltjeként indult – mint perbáli lakos, Pest megye 10. számú (pilisvörösvári központú) választókerületében –, de miután az első és a második fordulóban is csak második helyezést ért el, nem jutott be a parlamentbe.

## Munkássága
Rendezői pályája első másfél évtizedében főként történeti filmeket forgatott, történelmi kulisszákba helyezve fogalmazta meg kora társadalmi, politikai problémáit. Az eredeti forgatókönyveken alapuló tévéfilmjei mellett gyakran nyúlt vissza a 19–20. századi magyar szépirodalom jeles alkotásaihoz, és filmet készített egyebek mellett Jókai Mór, Gárdonyi Géza, Móricz Zsigmond, Hidas Antal, Németh László, Vészi Endre és Sarkadi Imre műveiből. 
Az 1980-as évektől több, a két világháború között íródott, könnyedebb hangvételű prózai művet alkalmazott televízióra, többek között Herczeg Ferenc, Heltai Jenő, Bókay János és Zsolt Béla műveit. Pályája során mintegy hetvenöt tévéfilmet készített, emellett írt forgatókönyveket, az 1970-es évek második felétől pedig díszlettervezéssel is foglalkozott. Több filmjének operatőre volt Czabarka György, Nagy József, Sík Igor, Szalai András és Boldizsár Károly.
Egyik első filmjével, az 1966-ban elkészült Távolsági történettel Monte-Carlóban Arany Nimfa-díjat nyert, több tévéfilmjét MTV Elnöki Nívódíjjal, a veszprémi tévétalálkozó díjaival és a Filmkritikusok Díjával jutalmazták. Művészi pályája elismeréseként 1975-ben Balázs Béla-díjat kapott, 1982-ben érdemes művész lett, 2006-ban pedig a Köztársasági Érdemrend lovagkeresztjét vehette át.

### Főbb rendezései
Zárójelben a film készítési ideje mellett a forgatókönyvírót vagy az eredeti irodalmi alkotás szerzőjét tüntettük fel.
- Távolsági történet (1966, Vészi Endre)
- Sammy (1968, Ken Hughes)
- Volt egyszer egy borbély (1969, Cserhalmi Imre)
- Kedd, szerda, csütörtök (1969, Dobozy Imre)
- Eklézsia megkövetése (1970, Németh László)
- Tizennégy vértanú (1970, Nemeskürty István)
- Széchenyi meggyilkoltatása (1971, Szabó György)
- A lámpás (1972, Gárdonyi Géza)
- György barát (1972, Nemeskürty István)
- Hannibál utolsó útja (1973, Sarkadi Imre)
- És mégis mozog a föld (1973, Jókai Mór)
- Farkasok (1973, Romain Rolland)
- Ficzek úr (1974, Hidas Antal)
- III. Béla (1974, Száraz György)
- Egy nap Jersey szigetén (1975, Albert Maltz)
- A Rókus-templom harangjai (1975, Száraz György)
- Sakk, Kempelen úr! (1976, Kárpáthy Gyula)
- A szerelem bolondjai (1977, Jókai Mór)
- Császárlátogatás (1977, Száraz György)
- Mire a levelek lehullanak (1978, Szabó György)
- Kiálts, város! (1979, Szabó Magda)
- A párbaj (1979, Sándor Iván)
- Forró mezők (1979, Móricz Zsigmond)
- Részeg eső (1980, Darvas József)
- Közjáték Vichyben (1981, Arthur Miller)
- A béke szigete (1982, Nemeskürty István)
- Parancsra tettem (1984, Saul Levitt)
- Klapka légió (1984, Hajdufy Miklós)
- A holtak hallgatása (1985, Nemeskürty István)
- Szerelmek (1985, Hajdufy Miklós)
- A halhatatlan ember (1985, Surányi Miklós)
- Az Angol Királynő (1986, Hajdufy Miklós)
- Illatszertár (1987, László Miklós)
- A megoldás (1987, Száraz György)
- Ragaszkodom a szerelemhez (1987, Bókay János)
- Oktogon (1988, Zsolt Béla)
- Randevú Budapesten (1989, Ungvári Tamás, Leo Frank)
- A kis cukrászda (1989, Heltai Jenő)
- Kéz kezet mos (1989, Herczeg Ferenc)
- Csalással nem! (1990, Földes Imre)
- Szakíts helyettem (1991, Bókay János)
- Nem válok el (1991, Orbók Attila)